# Henry Stuart
Henry Stuart Lord Darnley, 1r. Duc d'Albany (7 de desembre de 1545 – 10 de febrer de 1567), va ser un aristòcrata escocès. Va ser avi de Carles I d'Anglaterra (que va ser decapitat el 1649 per estar a favor de la monarquia absoluta i el va substituir Oliver Cromwell).
Fill del comte de Lennox i de lady Margarita Douglas, i emparentat per tant amb les cases regnants d'Escòcia i Anglaterra, s'educà en aquest últim país, tornant a Escòcia el 1565, on captivà en gran manera la seva viril bellesa a la reina Maria que, contra el parer d'Isabel I i del seu germanastre el comte de Moray, casà amb ell el 29 de juliol de 1565, no sense haver-li atorgat dies abans el títol de rei.
Tanmateix, va durar ben poc, l'avinença entre ambdós conjugues; les seves maneres impol·lutes i orgullós, la manca de tota educació distingida i, sobretot, les seves constants pretensions al poder i als honors que només li corresponien nominalment, l'apartaren més i més de la seva esposa. Gelós de la creixent influència que sobre la reina exercia el seu secretari particular, l'italià Riccio, penetrà Darnley en companyia de diversos nobles escocesos la nit del 9 de març de 1566 en l'estança de la reina, del castell d'Edimburg, on els conjurats assassinaren, en presència de Maria, l'innocent Riccio.
Retinguda presa primerament, aparentà reconciliar-se la reina amb el seu espòs, abandonant amb aquest la capital i ensems reconciliant-se amb Moray i altres grans, obligà a fugir amb la seva ajuda als assassins. La indigna conducta de Darnley durant aquests esdeveniments, feren desaparèixer en el cor de la seva esposa la resta d'estimació que per ell sentia, fent-se des de llavors les relacions entre ambdós, i malgrat el naixement del futur Jaume VI (19 de juliol de 1566), cada volta més insostenibles.
Refugiat Darnley a Glasgow, on vivia el seu pare i com que patia de verola, Maria li va fer una visita el desembre del mateix any, que en aparença es reconcilià novament amb ell, se l'emporta amb ella a Edimburg i el feu instal·lar en una petita casa de camp als afores de la població, on ella el visitava freqüentment i sovint i pernoctava. La nit del 9 de febrer de 1567, que casualment passà la reina a Edimburg, fou volada amb pólvora la casa de Darnley, el cadàver del qual fou trobat més tard amb aparences d'estrangulament, en un jardí costaner de la casa.
La veu publica assenyala tanmateix al comte de Bothwell i a la reina com els verdaders assassins; els historiadors, però, acords tots en reconèixer la culpabilitat del primer, es troben encara avui dia dividits quant a considerar a Maria com a còmplice i instigadora de l'assassinat.